# Ceuașu de Câmpie
Ceuașu de Câmpie (węg. Mezőcsávás) – wieś w Rumunii, w okręgu Marusza, w gminie Ceuașu de Câmpie. W 2011 roku liczyła 1656 mieszkańców.